# Tōmei-Autobahn
Die Tōmei-Autobahn (jap. 東名高速道路, Tōmei Kōsokudōro) ist die wichtigste Ost-West-Autobahn in Japan und durchquert die japanische Hauptinsel Honshū von Setagaya bis Komaki und trifft hier auf die Meishin-Autobahn. Der Name Tōmei setzt sich aus den Schreibweisen der Stadt Tokio (東京) und Nagoya (名古屋) zusammen. Sie wurde zwischen 1968 und 1969 eröffnet. Seit der Einführung einer Autobahnnummerierung im Jahre 2017 bildet sie das östliche Teilstück der E1.
Die 346,8 km lange Autobahn wird von der zentraljapanischen Autobahnbetreibergesellschaft Naka-Nihon Kōsokudōro K.K. (engl. Central Nippon Expressway Co., Ltd., NEXCO) betrieben und ist als „Nationale Hauptstrecke“ (Kokkandō, kurz für 国土開発幹線自動車道, kokudo kaihatsu kansen jidōshadō) klassifiziert.
Parallel etwa 10 km landeinwärts verläuft die Shin-Tōmei-Autobahn („neue Tōmei-Autobahn“).

## Anschlussstellen (Interchange)
Tokio (1) – Tōmei-Kawasaki (3) – Yokohama-Aoba (3-1) – Yokohama-Machida (4) – Atsugi (5) – Hadano-Nakai (5-1) – Oi-Matsuda (6) – Gotemba (7) – Susono (7-1) – Numazu (8) – Fuji (9) – Shimizu (10) – Shizuoka (11) – Yaizu (12) – Yoshida (13) – Aira-Makinohara (13-1) – Kikugawa (14) – Kakegawa (14-1) – Fukuroi (15) – Iwata (15-1) – Hamamatsu (16) – Hamamatsu-Nishi (16-1) – Mikkabi (17) – Toyokawa (18) – Otowa-Gamagōro (18-1) – Okazaki (19) – Toyota (20) – Toyota-Miyoshi (20-1) – Nagoya (21) – Kasugai (22) – Komaki (24)

## Verlauf
- Präfektur Tokio
  - Setagaya
- Präfektur Kanagawa
  - Kawasaki – Yokohama
- Präfektur Tokio
  - Machida
- Präfektur Kanagawa
  - Yokohama – Yamato – Ayase – Ebina – Atsugi – Isehara – Hadano
- Präfektur Shizuoka
  - Gotemba – Susono – Numazu – Fuji – Shizuoka – Yaizu – Makinohara – Kikugawa – Kakegawa – Fukuroi – Iwata – Hamamatsu
- Präfektur Aichi
  - Shinshiro – Toyohashi – Toyokawa – Okazaki – Toyota – Nisshin – Nagoya – Owariasahi – Kasugai – Komaki